# Bjarne Eriksen
Bjarne Gotfred Eriksen (ur. 31 lipca 1886 w Trondheim, zm. 13 listopada 1976 w Oslo) – szermierz reprezentujący Norwegię, uczestnik letnich igrzysk olimpijskich w 1912 roku.

## Biografia
Jego brat Einar Eriksen reprezentował Norwegię w wioślarstwie również podczas letnich igrzysk olimpijskich 1912. W 1917 został adwokatem przy Norweskim Sądzie Najwyższym. W 1926 zajął się biznesem - pracował dla przedsiębiorstwa Norsk Hydro - początkowo był kierownikiem wydziału sądowego i finansowego, ale w 1941 r. został awansowany na dyrektora generalnego tego przedsiębiorstwa. Po zajęciu Norwegii przez III Rzeszę, Niemcy chcieli dalej zwiększać wydobycie ciężkiej wody. Sytuacja uległa eskalacji, aż do protestu najwyższego kierownictwa Norsk Hydro, a na początku 1943 r. Eriksen, dyrektor zarządzający firmą został aresztowany i wysłany do obozu koncentracyjnego w Niemczech. Po wojnie Eriksen powrócił na swoje stanowisko, na którym pozostał do 1956 roku – potem był prezesem zarządu Norsk Hydro od 1957 do 1960. 